# Cape Jaffa
Cape Jaffa är en udde i Australien. Den ligger i kommunen Kingston och delstaten South Australia, omkring 250 kilometer sydost om delstatshuvudstaden Adelaide.
Trakten runt Cape Jaffa är nära nog obefolkad, med mindre än två invånare per kvadratkilometer.. 
I omgivningarna runt Cape Jaffa växer i huvudsak städsegrön lövskog. Genomsnittlig årsnederbörd är 750 millimeter. Den regnigaste månaden är juli, med i genomsnitt 128 mm nederbörd, och den torraste är februari, med 17 mm nederbörd.